# نجم‌الدین قمراوی
موسی بن محمّد کِنانی قمراوی شهرت‌یافته به نجم‌الدین قمراوی و ابوالفضائل (۱۱۹۵-۱۲۵۲م) فقیه، ادیب و شاعر شامی در سدهٔ هفتم هجری بود.   